# 남성중학교 (전북)
남성중학교(南星中學校)는 대한민국 전북특별자치도 익산시 신동에 있는 사립 중학교이다.

## 학교 연혁
- 1946년 3월 5일 : 재단법인 화성학원 설립인가 및 남성중학교 설립인가
- 1946년 3월 7일 : 초대 교장 윤제술 선생 취임
- 1948년 12월 3일 : 4학급 증설로 12학급 인가
- 1951년 7월 26일 : 제1회 졸업식 및 4년 수료식 거행
- 1951년 8월 27일 : 남성중,고등학교 분리
- 1982년 11월 27일 : 소라단 신축 교사로 이전
- 1989년 11월 25일 : 손태희 선생 학원 이사장 취임
- 1990년 1월 29일 : 학교법인 남성학원으로 개명
- 2003년 9월 4일 : 체육관 및 다목적 강당 준공
- 2006년 4월 30일 : 남성역사관 및 남성예술관 개관
- 2016년 3월 2일 : 18학급(1학년 6학급, 2학년 6학급, 3학년 6학급)
- 2022년 9월 1일 : 제23대 교장 소병식 선생 취임
- 2023년 8월 17일 : 식생활관 신축 개관
- 2024년 1월 24일 : 제74회 졸업식 거행(졸업생수 164명, 총 26,235명)

## 참고 자료
- 남성중학교 - 한국교육학술정보원 학교알리미